# Latina Calcio a 5 2019-2020
La voce raccoglie i dati riguardanti il Latina Calcio a 5, squadra di calcio a 5 militante in serie A, nelle competizioni ufficiali del 2019-2020.

## Trasferimenti

### Sessione estiva
| Alemão                  | Real Rieti     |
| Thiago Bissoni          | Maritime       |
| Mirco Casassa           | Acqua e Sapone |
| Pedro Guedes            | Maritime       |
| Caio Japa               | Maritime       |
| Johnny Gomes dos Santos | S10 Saragozza  |
| Vinicius Mazoni         | Cobà           |

| Gerardo Battistoni | San Lorenzo         |
| Matheus Dener      | Ciampino Anni Nuovi |
| Simone Chinchio    | Cisterna            |
| Matías Picallo     |                     |
| Pave Mudronja      | Futsal Dinamo       |
| Carlinhos          | Mirafin             |
| Matteo Mannucci    |                     |
| Eduardo Cangussù   |                     |
| Manuel Raimondi    | Tombesi             |
| Antoñito           | Pistoia             |

### Sessione invernale
| Leonel Maggi      | Banfield     |
| Richard Sanchez   | Vis Gubbio   |
| Giló              | Olho Marinho |
| Jander            | Olho Marinho |
| Antoni Jodi Vives | Aalst        |
| János Rábl        | MVFC         |

| Stefano Pilloni             | Ciampino          |
| Anás El Ayyane              | Ciampino          |
| Juan Carlos Sánchez Colchón | S10 Saragozza     |
| Mirco Casassa               | Città di Asti     |
| Alemão                      | Ciampino          |
| Caio Japa                   | Ciampino          |
| Thiago Bissoni              | Feldi Eboli       |
| Pedro Guedes                | Real San Giuseppe |
| Vinicius Mazoni             | Ciampino          |

## Prima squadra
| N° | Naz.                  | Ruolo | Sportivo                    | Anno     |  |  |
| -- | --------------------- | ----- | --------------------------- | -------- |  |  |
| 1  | Italia (bandiera)     | POR   | Mirco Casassa               | 09.10.92 |  |  |
| 1  | Argentina (bandiera)  | POR   | Leonel Maggi                | 24.11.97 |  |  |
| 3  | Italia (bandiera)     | LAT   | Alessandro Aiello           | 03.02.99 |  |  |
| 8  | Brasile (bandiera)    | DIF   | Mauricio Schleder           | 20.07.84 |  |  |
| 9  | Spagna (bandiera)     | PIV   | Juan Carlos Sánchez Colchón | 08.04.89 |  |  |
| 10 | Spagna (bandiera)     | DIF   | Alemão                      | 25.06.76 |  |  |
| 11 | Brasile (bandiera)    | DIF   | Caio Japa                   | 29.09.83 |  |  |
| 12 | Italia (bandiera)     | POR   | Alessio Menichella          | 04.03.00 |  |  |
| 13 | Brasile (bandiera)    | DIF   | Thiago Bissoni              | 03.08.88 |  |  |
| 13 | Ungheria (bandiera)   | PIV   | János Rábl                  | 15.06.89 |  |  |
| 14 | Portogallo (bandiera) | LAT   | Giló                        | 20.02.88 |  |  |
| 18 | Italia (bandiera)     | LAT   | Stefano Pilloni             | 22.01.84 |  |  |
| 19 | Spagna (bandiera)     | PIV   | Antoni Jodi Vives           | 27.11.96 |  |  |
| 20 | Italia (bandiera)     | LAT   | Francesco Lo Cicero         | 07.07.00 |  |  |
| 21 | Brasile (bandiera)    | LAT   | Pedro Guedes                | 07.12.96 |  |  |
| 21 | Italia (bandiera)     | LAT   | Gianluca Greco              | 31.01.00 |  |  |
| 25 | Italia (bandiera)     | LAT   | Luca Rango                  | 02.04.96 |  |  |
| 28 | Brasile (bandiera)    | LAT   | Johnny Gomes Dos Santos     | 19.01.88 |  |  |
| 30 | Marocco (bandiera)    | LAT   | Anás El Ayyane              | 30.10.92 |  |  |
| 30 | Spagna (bandiera)     | LAT   | Richard Sanchez             | 25.03.98 |  |  |
| 35 | Brasile (bandiera)    | LAT   | Vinicius Mazoni             | 28.06.86 |  |  |
| 80 | Brasile (bandiera)    | LAT   | Jander                      | 24.03.80 |  |  |
| 88 | Italia (bandiera)     | LAT   | Marco Bruni                 | 19.06.99 |  |  |

## Under-19
| N° | Naz.              | Ruolo | Sportivo            | Anno     |  |  |
| -- | ----------------- | ----- | ------------------- | -------- |  |  |
| 17 | Italia (bandiera) | LAT   | Federico Palmegiani | 17.11.01 |  |  |
| 19 | Italia (bandiera) | DIF   | Alessio Annunziata  | 23.10.01 |  |  |
| 21 | Italia (bandiera) | DIF   | Matteo Bagnato      | --.--.-- |  |  |
| 22 | Italia (bandiera) | POR   | Daniele Sportoletti | 15.01.01 |  |  |
| 25 | Italia (bandiera) | PIV   | Massimo Lauretti    | --.--.-- |  |  |
| 28 | Italia (bandiera) | LAT   | Riccardo Latorre    | 28.08.02 |  |  |
| 30 | Italia (bandiera) | LAT   | Christian Stasino   | 12.08.02 |  |  |
| 55 | Italia (bandiera) | LAT   | Daniel Miserina     | 13.09.01 |  |  |
| 88 | Italia (bandiera) | LAT   | Matteo Chittaro     | 27.09.02 |  |  |
| 90 | Italia (bandiera) | LAT   | Giacomo Romagnoli   | --.--.-- |  |  |
| 99 | Italia (bandiera) | POR   | Luca Belvisi        | 27.06.02 |  |  |